# Gramame (João Pessoa)
Gramame é um bairro da zona sul da cidade brasileira de João Pessoa, na Paraíba.
Durante muitos anos, foi praticamente um bairro conhecido como zona rural da cidade, porém passou por um processo de urbanização intenso nos últimos anos, obtendo alto crescimento populacional. O salto foi de 6 288 habitantes em 2000 para 24 829 habitantes em 2010, um crescimento de quase 300%. Em extensão territorial, é o maior bairro da capital paraibana.[carece de fontes?]
No bairro de Gramame, estão localizados vários conjuntos habitacionais e loteamentos, sendo os principais: Colinas do Sul I e II, Loteamento Parque Sul II (Chamado popularmente de forma errônea de "Novo Geisel" por ser bem próximo ao Bairro do Ernesto Geisel), Residencial Irmã Dulce, Residencial Jardim das Colinas, Loteamento Novo Milênio e Parque do Sol.
Entre outros pontos conhecidos do bairro, destacam-se a sede da FACENE / FAMENE, o antigo Parque COWBOY (um dos maiores parques de vaquejada da cidade), o SESC Gravatá e o Centro de Distribuição do Carrefour.
Diversas linhas de ônibus atendem a Gramame e às subdivisões do bairro:
- Colinas do Sul I (e TIP Colinas): 101, 103, 114, 116, 2501 e 5201.
- Colinas do Sul II: 103, 114, 116, 2501, 5201 e I009.
- Residencial Irmã Dulce: 103, 116, 2501, 5201, 7120 e I009.
- Novo Milênio: 2501, 5201, 7120 e I009.
- Parque do Sol: 120, 7118 e I008.
- Engenho Velho: 103

Além disso, a linha intermunicipal 113 (Gramame / Mituaçu) possui o seu terminal na Integração do Colinas.